# Championnat d'Espagne de hockey sur glace 1979-1980
Saison précédente Saison suivante
La saison 1979-1980 est la 8e saison du championnat d'Espagne de Hockey sur glace. Cette saison, le championnat porte le nom de Liga Española.
Pour la première fois de l'histoire, les clubs espagnols ont le droit de recourir à deux joueurs étrangers.
Côté clubs, Las Palmas, Portugalete et Séville cessent leurs activités alors que deux nouvelles équipes voient le jour : le CH Gel Barcelona et le CH Boadilla qui marque le retour du Hockey sur glace dans la banlieue de Madrid, depuis la disparition du CH Madrid à la fin de 1976. On notera également le retour dans le giron du Championnat du CG Puigcerdà après deux ans de retrait.

## Clubs de la Superliga 1979-1980
- CH Gel Barcelona
- FC Barcelone
- CH Boadilla
- Casco Viejo Bilbao
- CH Jaca
- CG Puigcerdà
- Txuri Urdin
- ARD Gasteiz

## Classement
| # | Club               |
| - | ------------------ |
| 1 | Txuri Urdin        |
| 2 | Casco Viejo Bilbao |
| 3 | FC Barcelone       |
| 4 | CH Jaca            |
| 5 | CG Puigcerdà       |
| 6 | CH Boadilla        |
| 7 | ARD Gasteiz        |
| 8 | CH Gel Barcelona   |

Le titre quitte enfin Bilbao pour rejoindre Saint Sébastien puisque le Txuri Urdin est sacré Champion d'Espagne de hockey sur glace pour la saison 1979-1980.